# 음력 8월 24일
음력 8월 24일은 음력 8월의 24번째 날이다.

## 문화
- 2012년 - 대한민국 부산광역시에서의 지상파 아날로그 텔레비전 방송이 종료되었다.
- 2016년 - 경강선 판교 ~ 여주 구간 개통.

## 탄생
- 1935년 - 대한민국의 패션 디자이너 앙드레 김.
- 1987년 - 미국의 가수 스테파니(천상지희 더 그레이스).
- 1989년 - 대한민국의 트로트 가수 최진아.
- 1997년
  - 대한민국의 래퍼 도한세 (빅톤).
  - 대한민국의 가수 마루 (씨클라운).

## 같이 보기
- 음력 360일: 1월 2월 3월 4월 5월 6월 7월 8월 9월 10월 11월 12월
- 전날:8월 23일 다음날:8월 25일 - 전달:7월 24일 다음달:9월 24일
- 양력:8월 24일
- 음력, 윤달